# Procureur général (France)
 (avril 2020).
Si vous disposez d'ouvrages ou d'articles de référence ou si vous connaissez des sites web de qualité traitant du thème abordé ici, merci de compléter l'article en donnant les références utiles à sa vérifiabilité et en les liant à la section « Notes et références ».
Pour les articles homonymes, voir Procureur général.
Pour un article plus général, voir Ministère public (France).
En France, le procureur général est un magistrat qui siège près les cours d'appel, la Cour de cassation, ou la Cour des comptes. Dans le cas des cours d'appel, ce nom désigne le magistrat qui dirige les poursuites ou l'accusation publique pour l’ensemble de sa cour d'appel, par opposition aux membres des formations de jugement. 
Plus précisément, les procureurs généraux près les cours d'appel sont les supérieurs hiérarchiques des procureurs de la République, dont ils coordonnent l'action. Ces deux groupes forment un parquet (distinct de celui de la Cour de cassation), soumis aux instructions de la direction des affaires criminelles et des grâces du ministre de la Justice.
Le procureur général est assisté par des avocats généraux et des substituts généraux.
Le 6 janvier 1981, Nicole Pradain est la première femme nommée procureure générale de la cour d’appel de Riom,. Le garde des sceaux, Alain Peyrefitte se déplace pour célébrer son arrivée.